# Standsherre
Standsherre (tysk: Standesherr resp. standesherrlich) var i Det tyske forbund betegnelsen på medlemmer af de højadelige slægter, som i forbindelse med opløsningen af Det tysk-romerske rige havde mistet sine herskabsrettigheder gennem mediatisering i perioden 1803–1815. Det tyske forbunds forfatning indrømmede dem som kompensation en række særrettigheder. Det var omkring 80 familier med status som standsherrer, de fleste i Syd-Tyskland.

## Det tyske forbund 1815–1866
I 1806 mediatiseredes mange verdslige fyrster ved Rhinforbundets oprettelse.
Disse fyrster fik ikke deres lande tilbage ved Det tyske Forbunds oprettelse 1815; men forbundsakten sikrede dem høje æresrettigheder, især den ægteskabelige jævnbyrdighed med de suveræne fyrstehuse, og en privilegeret stilling inden for de enkelte stater, således udstrakt jurisdiktion, skattefrihed og arveligt sæde i staternes førstekammer.

## Indskrænkede rettigheder
I løbet af 1800-taller blev de fleste af særrettigheder ophævede; dog havde standsherrerne sæde i alle de tyske enkeltstaters førstekamre indtil 1918.
Fyrsternes fælles prædikat var »Durchlaucht« (højvelbårenhed), mens rigsgrevernes prædikat var »Erlaucht« (velbåren).

## Udvalgte standsherrer
| - Fyrster fra Auersperg - Hertuger fra Arenberg - Fyrster fra Batthyány-Strattmann - Bentinck, hollandsk-tysk-engelsk slægt, besad Varel, Cecilia Cavendish-Bentinck var mormor til Elizabeth 2. af Storbritannien. - Prinser Biron von Curland - Fyrster fra Colloredo-Mansfeld/ Colloredo-Mannsfeld - Fyrster fra Corvey - Hertuger fra Croÿ - Fyrster til Czartoryski - Fyrster fra Esterházy - Fyrst Fugger von Glött og Fyrst Fugger von Babenhausen, Fugger var oprindeligt en købmandsslægt fra Augsburg. - Fyrster til Fürstenberg | - Fyrster til Isenburg - Fyrster fra Hohenberg - Fyrster fra Hohenlohe - Fyrster fra Leiningen - Fyrster fra Lobkowicz - Fyrster fra Oettingen - Fyrster fra Orsini und Rosenberg - Fyrster fra Radziwill - Fyrster til Salm | - Fyrster til Sayn-Wittgenstein - Fyrster til Schwarzenberg - Fyrster fra Schwarzburg - Fyrster til Solms - Fyrster fra Starhemberg - Fyrster til Stolberg - Fyrster til Thurn und Taxis - Rigsgrever fra Toerring - Fyrster til Waldburg-Wolfegg - Fyrster til Waldburg-Zeil - Fyrster til Wied - Fyrster til Windisch-Graetz |